# Odda
Odda è una località ed ex comune norvegese della contea di Hordaland. Dal 1º gennaio 2020 fa parte del comune di Ullensvang, nella neoistituita contea di Vestland.
Il centro abitato è situato nell'estremo più interno del Sørfjorden, un fiordo laterale dello Hardangerfjorden.

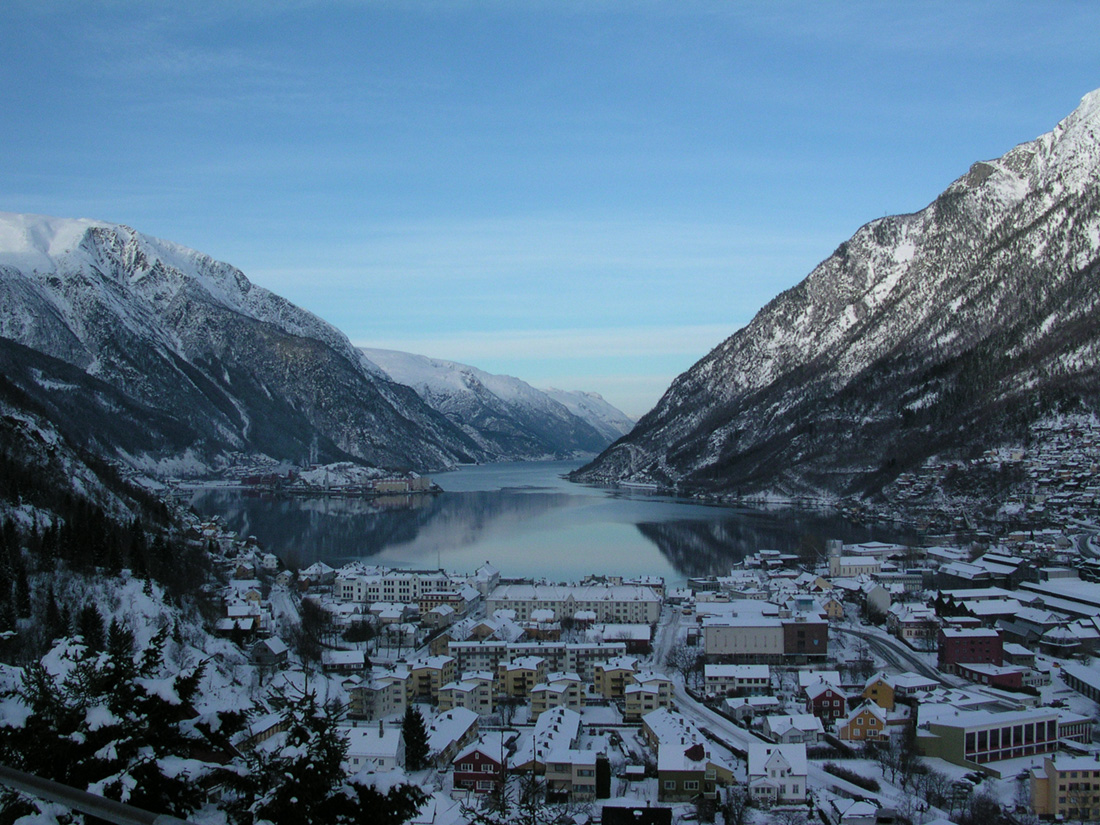
Odda nel febbraio 2004

## Villaggi
Skare (o Skarde) è un villaggio nei pressi di Odda con una popolazione di poco più di 300 abitanti.

## Monumenti e luoghi d'interesse
- Låtefossen nota cascata alta 165 metri.
- Trolltunga roccia sporgente che si staglia in orizzontale.